# Imperícia
Imperícia é a incapacidade, a falta de habilidade específica para a realização de uma atividade técnica ou científica, não levando o agente em consideração o que sabe ou deveria saber.
No texto Disputatio juridica de dolo, culpa et casu fortuito, a imperícia é um dos casos relacionados à culpa, e não ao dolo.
Pelo Código Penal Brasileiro, a imperícia é um dos três casos (os demais sendo imprudência e negligência) que caracteriam o crime culposo, diferente do crime doloso, em que o agente quis o resultado ou assumiu o risco de produzí-lo.